# Keramatjaya
Keramatjaya is een bestuurslaag in het regentschap Lebak van de provincie Banten, Indonesië. Keramatjaya telt 3303 inwoners (volkstelling 2010).